# Spazio di lavoro
Lo spazio di lavoro è un termine comunemente usato in vari ambiti dell'ingegneria e in economia con due significati completamente differenti.
Nel primo caso è uno spazio in senso matematico e rappresenta l'insieme delle pose che possono essere ottenute dal dispositivo d'estremità.
In campo tecnico invece questo termine è utilizzato per descrivere l'insieme dei punti che possono essere raggiunti dal punto di riferimento del polso (inteso come parte terminale negli attuatori robotici). Lo spazio di lavoro è lo spazio nel quale gli assi secondari non hanno limiti di movimento tranne quelli imposti dal giunto stesso.

## Sviluppo del business
Lo spazio di lavoro si riferisce a piccoli locali, forniti solitamente da un ente locale o da agenzie di sviluppo economico, per aiutare le nuove imprese a stabilirsi. Esse non forniscono solamente lo spazio fisico e le utilità derivanti, ma anche dei servizi amministrativi per supportare e finanziare le proprie organizzazioni. Nelle città, sono spesso allestiti in edifici che sono in disuso ma che l'autorità locale desidera mantenere come punto di riferimento. All'estremità dello spettro possono essere semplicemente anche dei parchi commerciali, uffici virtuali, parchi tecnologici o parchi scientifici.